# Internationaler Tag der Frauen und Mädchen in der Wissenschaft

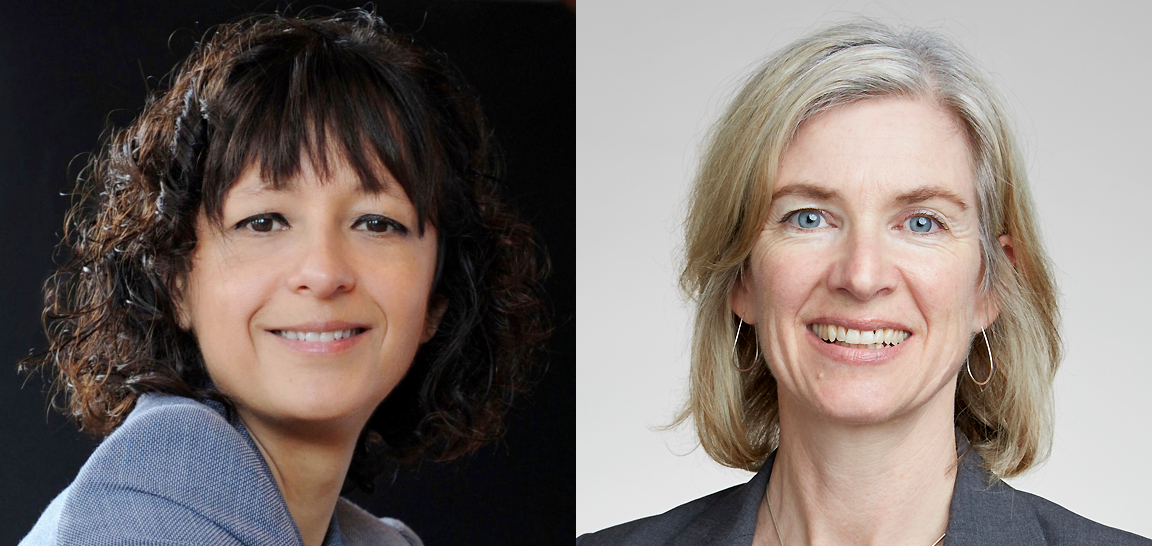
Emmanuelle Charpentier und Jennifer Doudna wurden 2020 mit dem Nobelpreis für Chemie ausgezeichnet.

Der Internationale Tag der Frauen und Mädchen in der Wissenschaft (englisch International Day of Women and Girls in Science, französisch Journée internationale des femmes et des filles de science) ist auf Beschluss der Generalversammlung der Vereinten Nationen auf den 11. Februar gelegt worden. Der Tag würdigt die Rolle, die Frauen und Mädchen in Wissenschaft und Technik spielen.
Der Internationale Tag der Frauen und Mädchen in der Wissenschaft wird von der UNESCO und UN Women in Zusammenarbeit mit zwischenstaatlichen Organisationen und Institutionen sowie Partnern aus der Zivilgesellschaft durchgeführt, die sich für die Förderung von Frauen und Mädchen in der Wissenschaft einsetzen. Ziel dieses Tages ist es, den vollwertigen und gleichberechtigten Zugang zur Teilnahme an der Wissenschaft für Frauen und Mädchen zu fördern.
Einige Hochschulen wie die Hochschule Merseburg begehen den Tag mit Veranstaltungen.